# 32 Virginis
32 Virginis (d² Virginis) é uma estrela na direção da Virgo. Possui uma ascensão reta de 12h 45m 37.12s e uma declinação de +07° 40′ 23.9″. Sua magnitude aparente é igual a 5.22. Considerando sua distância de 244 anos-luz em relação à Terra, sua magnitude absoluta é igual a 0.85. Pertence à classe espectral A8m.